# L'infedele (film 2000)
L'infedele (Trolösa) è un film svedese del 2000 diretto da Liv Ullmann e scritto da Ingmar Bergman. Segue Conversazioni private dove Liv Ullmann era sempre la regista e Bergman lo sceneggiatore.

## Trama
Una donna, creata dall'immaginazione e dalla vita di un anziano scrittore di nome Bergman (interpretato da Erland Josephson), gli racconta la propria storia.
Marianne  è una quarantenne, attrice di teatro, molto bella, sposata con un direttore di orchestra, Markus. Nasce una relazione amorosa con il loro comune amico regista David. Prima sembra una semplice avventura senza importanza, poi diventa una vicenda dalle conseguenze gravi che porta al divorzio e ad un doloroso conflitto per l'affidamento della loro figlia Isabelle. Markus approfitta un'ultima volta di Marianne, seducendola con la prospettiva di riavere la figlia. Poi, si toglie la vita, dopo aver cercato di convincere la bambina a seguirlo nell'estremo viaggio. Abbandonata da David, che sarà lacerato dal rimorso per il resto della vita, anche Marianne risulta essere morta per annegamento. Per quanto tutti i personaggi siano inventati, e senza riferimenti temporali, vi è un vago riferimento con le esperienze di vita vissuta da Ingmar Bergman.

## Sceneggiatura, produzione e distribuzione
"A tutti coloro che, ad ogni mio lavoro, si affannano a scoprire se questo faccia riferimento a mio padre, o mia madre, o le mie nonne, o le mie zie, o i miei zii, posso dire: in questo film non ci sarà nessuno di loro. Con una sola eccezione: ci sarà Ingmar Bergman in persona. Ma, giacché, secondo Liv, sono un attore dappoco, mi farà interpretare da Erland Josephson."
L'idea di un film costruito sul primo piano (close-up) narrante di un personaggio aveva accompagnato Ingmar Bergman per gran parte della sua attività professionale. Ma fu solo associando il personaggio al volto di Lena Endre che, per sua stessa ammissione, gli riuscì di portare a termine in sei settimane, nell'isola di Fårö, un progetto di sceneggiatura che era rimasto chiuso nel cassetto per anni. Bergman definisce l'attrice "...uno Stradivari, uno strumento senza limitazioni."
L'approccio iniziale, per quanto sostanzialmente rispettato, fu tuttavia sottoposto a modifiche dalla regista Liv Ullmann, per cui, benché la sceneggiatura fosse pronta dal 10 settembre 1997, la comunicazione alla stampa dell'inizio della lavorazione fu data il 9 maggio 1998.
Il film fu presentato in concorso al 53º Festival di Cannes e proiettato per la prima volta in Svezia il 15 settembre 2000.
È uscito in Italia il 27 aprile 2001.

## Critica
"...Liv Ullmann si conferma l'erede cinematografica del suo regista prediletto, Ingmar Bergman. Non solo perché la sceneggiatura è scritta dal maestro svedese (e quindi ripropone temi e stilemi del suo cinema), ma perché dalla direzione degli attori alla messinscena, tutto si dispone nell'ordine tipicamente bergmaniano dei corpi e degli spazi che disegnano destini e rivelano le disposizioni interiori dei personaggi, nella prospettiva di un cinema che è concepito come stratificazione di tempi e storie, sentimenti e coscienza. (Ezio Alberione)
Alcuni commenti critici all'uscita del film in Italia hanno sminuito il lavoro di regia per cui si può leggere «Ma Ullmann non è Bergman» o «La bellissima sceneggiatura del regista non ha certo trovato in Liv Ullmann, grande attrice del suo cinema, un regista che potesse restituircene sullo schermo l'incandescente materia», frasi riportate nella scheda dedicata a L'infedele in Cinematografo che, d'altra parte, nella stessa scheda, riporta una valutazione di Silvio Danese dove prevale l'empatia. Lietta Tornabuoni ha scritto «L’infedele ripete infatti la maniera di Scene d'un matrimonio di Bergman, con due personaggi dialoganti in una stanza e brevissime escursioni all’esterno, con un’accuratezza perfetta a volte soffocante per accademismo» concludendo che è «soprattutto la bravura degli interpreti (ma anche il fascino di certe inquadrature magiche, (...) ) a trasformare una vicenda dolente ma comunissima d’infedeltà in una tragedia umana esplorata con profondità».

## Riconoscimenti
- 2000 - Flanders International Film Festival
  - Menzione speciale, Liv Ullmann
- 2000 - Lübeck Nordic Film Days
  - Baltic Film Prize for a Nordic Feature Film, Liv Ullmann
- 2000 - Norwegian International Film Festival
  - Ecumenical Film Award, Liv Ullmann
- 2001 - Guldbagge Awards
  - Guldbagge, migliore attrice, Lena Endre
- 2001 - Sant Jordi Awards, Sant Jordi
  - Migliore attrice straniera, Lena Endre
- 2001 - Uruguay International Film Festival
  - Premio della critica, menzione speciale, Liv Ullmann